# Nycteris madagascariensis
Nycteris madagascariensis (Grandidier, 1937) è un pipistrello della famiglia dei Nitteridi endemico del Madagascar.

## Descrizione

### Dimensioni
Pipistrello di medie dimensioni, con la lunghezza totale di 115  mm, la lunghezza dell'avambraccio di 50 mm, la lunghezza della coda di 55 mm, la lunghezza del piede di 14 mm e la lunghezza delle orecchie di 28 mm.

### Aspetto
La pelliccia è lunga e lanosa. Il colore generale del corpo è bruno-grigiastro chiaro, più grigiastro al centro dell'addome. Il muso è privo di peli e con un solco longitudinale che termina sulla fronte in una profonda fossa. Le orecchie sono molto lunghe, strette, con l'estremità arrotondata ed unite anteriormente alla base da una sottile membrana cutanea. Il trago è corto, con l'estremità arrotondata e ricoperta di peli e un profondo incavo sul bordo posteriore. Gli arti inferiori sono lunghi e sottili, mentre i piedi, le dita e gli artigli sono molto piccoli. La coda è lunga, con l'estremità che termina con una struttura cartilaginea a forma di T ed è inclusa completamente nell'ampio uropatagio.

## Biologia

### Alimentazione
Si nutre di insetti.

## Distribuzione e habitat
Questa specie è conosciuta soltanto attraverso due esemplari catturati nel 1910 nel Madagascar settentrionale, a nord di Ankarana, nella valle del fiume Irodo.

## Conservazione
La IUCN Red List, considerato che questa specie è conosciuta soltanto attraverso due esemplari risalenti al 1910 e non ci sono più osservazioni da allora, classifica N.madagascariensis come specie con dati insufficienti (DD).